# Glaskunstwerkstatt Tanja Schölzel
Die Glasmalerei Schölzel auch Glaskunstwerkstatt Tanja Schölzel genannt, ist ein Ende der 1920er Jahre eröffnetes Unternehmen für Glasmalerei mit Glaskunstwerkstatt und Ateliergebäude in Berlin-Mahlsdorf unter der Adresse Rotdornallee 1.

## Geschichte und Beschreibung
Im Jahr 1928 eröffnete der akademisch ausgebildete Glas- und Kirchenmaler Waldemar Peschel in dem eigens für Glasmalerei eingerichteten Gebäude den Betrieb an seinem heutigen Standort. Die Tochter des Malers Katharina Peschel wirkte bis 1977 als Glasmalerin in Mahlsdorf. Die Werkstatt wurde später von Dieter Schölzel geleitet. Er führte zahlreiche Arbeiten für verschiedene Künstler aus: 1970/71 das Betonglasfenster „Der Mensch und das Meer“ von Dieter Gantz, Rolf Lindemann und Hans Vent im Restaurant „Gastmahl des Meeres“ in Berlin-Mitte; 1972 das mehrteilige Glasmosaik von Fritz Eisel „Aspekte der elektronischen Datenverarbeitung“ bzw. „Der Mensch bezwingt den Kosmos“ und 1975 das Betonglasfenster von Dieter Rex im Speisesaal des VEB Chemische Werke Buna in Schkopau.
In dritter Generation übernahm die 1971 geborene Glasmalerin Tanja Schölzel die Leitung der deutschlandweit tätigen Glaskunstwerkstatt. Neben eigenen Kreationen wirkte das Unternehmen bei zahlreichen Projekten auch mit anderen Künstlern zusammen. Neben handgemalten Glasmalereien und Bleiverglasungen, Entwürfen, Rekonstruktionen und Restaurierungen gläserner Objekte zählt auch „Fusing“ (Glasschmelzarbeiten) und Sandstrahlen zum Leistungsspektrum ebenso wie Isolierverglasungen und Doppelverglasungen als Schutz für Bleiglas.

## Bekannte Werke (Auswahl)
- 1928: Dorfkirche Fahrland in Fahrland: Von Waldemar Peschel angefertigte hochovale Fenster beiderseits der Kanzel[7]
- Schloss Blücher in Göhren-Lebbin: Entwurf und Neugestaltung der Fenster im Foyer- und Gastronomiebereich sowie der Decke in alter Glasmalerei-Technik
- Neue Synagoge in Berlin: Neuanfertigung der Bleiverglasungen mit Echt-Antikgläsern

## Bekannte Künstler
- Ingrid Schuhknecht[1]